# Engenhovet
Engenhovet är en bergstopp i Antarktis. Den ligger i Östantarktis. Norge gör anspråk på området. Toppen på Engenhovet är 1 780 meter över havet, eller 232 meter över den omgivande terrängen. Bredden vid basen är 1,8 km.
Terrängen runt Engenhovet är varierad. Trakten är glest befolkad. Närmaste befolkade plats är Svea, 6,5 kilometer väster om Engenhovet. 